# 팅커 테일러 솔저 스파이
《팅커 테일러 솔저 스파이》(영어: Tinker Tailor Soldier Spy)는 존 르 카레의 소설이다.